# Сурмино (Одинцовский район)
Сурмино — деревня в Одинцовском городском округе Московской области.

## Название
Название деревни Сурмино восходит к фамилии мелких вотчинников Сурминых.

## География
Стоит к северу от Звенигорода.

## История
Сурмины в XV—XVI вв. служили митрополитам и бывали у них в боярах и дворецких. Одна из отраслей рода Сурминых служила удельному князю Дмитровскому, Юрию Ивановичу.
Вероятно, от него Сурмины получили тут земли и поставили деревеньку, позднее названную по их фамилии. Разъезжая грамота 1504 г. упоминает здесь владение митрополичьего дворецкого Федора Федоровича Сурмина. Писцовая книга 1558 г. отмечает село Сурмино с деревянной Благовещенской церковью уже в собственности Боровского Пафнутьева монастыря.
Как и окрестные селения, Сурмино в начале XVII в. было разорено и превратилось в пустошь. После 1678 г. она была вновь заселена крестьянами из Ржевского уезда, и по описанию 1705 года, в ней значилось уже 17 крестьянских дворов. За монастырем деревня оставалась до середины XVIII в., когда все земли духовных феодалов были секуляризованы.
По сведениям 1852 г. деревня Сурмина состояла в ведомстве Государственных имуществ и в её 69 дворах проживали 221 душа мужского и 234 женского пола. На 1890 г. здесь отмечено 489 жителей.
В 2006—2019 годах — в составе сельского поселения Ершовское Одинцовского района.

## Население
| 2002 | 2006 | 2010 |
| ---- | ---- | ---- |
| 76   | →76  | →76  |

Всесоюзная перепись 1926 года фиксирует в Сурмине 111 хозяйств, где проживал 461 житель. Имелись школа первой ступени и кооператив. Согласно данным 1989 г. тут было 33 хозяйства и 71 человек постоянного населения.

## Инфраструктура
Личное подсобное хозяйство с зоной сельскохозяйственного использования, индивидуальная застройка усадебного типа. В 1852 году — 69 дворов, в 1926 — 111 хозяйств, в 1989 — 33 хозяйства.
Основа экономики — сельское хозяйство.

## Транспорт
Автобусное сообщение. Остановка общественного транспорта «Сурмино».
В пешей доступности остановочный пункт 177 км